# Dzień Rodzeństwa

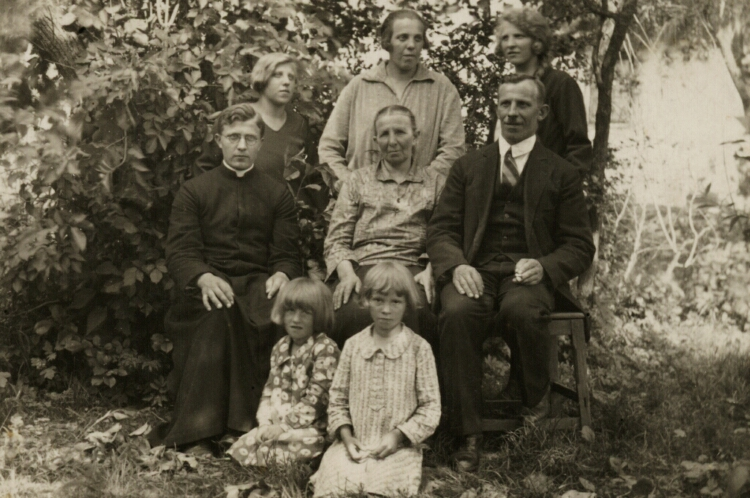
Rodzeństwo: na zdjęciu ksiądz Florian Zając z rodzicami i rodzeństwem, Kruhel, rok 1930

Dzień Rodzeństwa (w USA czasami zwany Narodowym Dniem Rodzeństwa) – święto obchodzone w Polsce i w wielu krajach Europy w dniu 31 maja, a w dniu 10 kwietnia w USA. Święto to ma na celu upamiętnienie rodzinnych relacji braci i sióstr. W odróżnieniu od Dnia Matki i Dnia Ojca, w Usa nie jest ono uznane na szczeblu federalnym, chociaż amerykańska Fundacja na rzecz Dnia Rodzeństwa stara się to zmienić. Od 1998 roku gubernatorzy 49 Stanów USA wydali oficjalne oświadczenia dotyczące Dnia Rodzeństwa w swoich Stanach. Początkowo tylko lokalny zwyczaj z USA obecnie zaczyna się rozpowszechniać w świecie, m.in. w Indiach i Australii.

## Historia
Święto wymyśliła Claudia Evart, aby uczcić pamięć swojego brata i siostry, zmarłych w młodym wieku. Fundacja została założona w 1997 roku, mając od roku 1999 status organizacji non-profit.
Dzień Rodzeństwa został wprowadzony do oficjalnego spisu uroczystości i świąt Kongresu USA we wrześniu 2005 roku.

## Obchody
W Stanach Zjednoczonych Ameryki Północnej rodzeństwo posiada 79% dzieci. W Polsce rodzeństwo posiada 2/3 dzieci (37% jednego brata lub siostrę, 12% dwoje, 6,5% troje lub więcej). Dzień Rodzeństwa ma na celu celebrację relacji między rodzeństwem. Wiele osób zamieszcza tego dnia zdjęcia swoich braci i sióstr na swoich stronach w Internecie.